# Torre de L'Oró
La Torre de l'Oró de Llucena, a la comarca de l'Alcalatén  és una torre d'origen àrab situada a uns 400 metres al sud de la població catalogada de manera genèrica com a  Béns d'Interès Cultural, amb codi: 12.04.072-003

## Descripció històrica-artística
Malgrat que en l'actualitat  solament es conserven 15 metres d'altura de la Torre, es considera que la seva grandària original podia haver aconseguit uns 45 metres aproximadament
Presenta planta cilíndrica, i fins a principis del segle xx va haver de conservar la seva altura original, la qual era necessària per realitzar la feina de casa de vigilància de les entrades al poble, de les quals la seva situació li permet tenir una gran perspectiva excepte a la zona nord-oriental.
El seu àlies “el Fort” es deu al fet que durant el transcurs de la Primera Guerra Carlista es va convertir en el fort fuseller que defensava la població dels guerrillers partidaris del Pretendent. La participació de la població en favor de la reina, van fer que la població de Llucena rebés el títol de "Heroica Vila" que encara pot veure's en la cartela de les seves armes.